# Маріт Крістенсен
Маріт Крістенсен (норв. Marit Christensen, 11 листопада 1948 — 30 вересня 2022) — норвезька журналістка.
Вона працювала в норвезькій мовленнєвій корпорації з 1977 по 2002 рік. Тут, вона була журналістом, кореспондент у Москві з 1984 по 1988 рік і ведучою розважальних шоу For galleriet (1992—1993) і Apropos (1998—1999). За час в Москві заробив їй прізвисько «Москва-Маріт» («Moscow Marit»).